# Liste der Monuments historiques in Sainte-Cécile (Vendée)
Die Liste der Monuments historiques in Sainte-Cécile (Vendée) führt die Monuments historiques in der französischen Gemeinde Sainte-Cécile auf.

## Liste der Bauwerke
| Bezeichnung       | Beschreibung | Standort | Kennzeichnung | Schutzstatus | Datum | Bild           |
| ----------------- | ------------ | -------- | ------------- | ------------ | ----- | -------------- |
| Kirche Ste-Cécile | Erbaut 1899  | (Lage)   | PA85000030    | Inscrit      | 2007  | weitere Bilder |